# Цари Коледы
Цари Коледы или Цари Рождества, или Колядные цари (бел. Цары Каляды)— традиционный новогодний народный обходной обряд и праздник в агрогородке (ранее деревне) Семежево Копыльского района Минской области в Белоруссии. Празднуется на Святки, может считаться разновидностью Щедрого вечера. В 2009 году включён в список нематериального культурного наследия ЮНЕСКО, как объект, нуждающийся в срочной защите.

## Описание обряда
В празднике участвует около 500 человек. В 2009 году население деревни Семежево составляло 1252 человека, однако в празднике принимают участие также жители соседних деревень и жители городов, приезжающие на рождественские каникулы к родственникам в деревню.
Праздник включает колядование, элементы народной пьесы «Царь Максимилиан», известной с начала XVIII века.
Согласно преданию, перед Новым годом, солдаты и офицеры, расквартированные около деревни, ходили по домам местных жителей, показывали сценки и получали за это подарки. После передислокации солдат в другое место традицию продолжили местные молодые люди, одевающиеся в костюмы, напоминающие военную форму. Таких ряженых обычно бывает семеро, их стали называться «царями», они получили имена Царь Максимильян, Царь Мамай и другие. Костюм состоит из белых штанов и рубахи, пояса с традиционным геометрическим узором, красных ремней крестом через грудь, чёрных сапогов и высоких бумажных шапок-киверы с разноцветными ленточками. Царей на празднике сопровождают комические персонажи Деда (исполняет девушка в оборванной мужской одежде) и Бабы (исполняет парень).
В первую очередь «цари» обходят дома незамужних девушек, в каждом доме исполняют сценки, а затем высказывают добрые пожеланию хозяевам, и в ответ получают подарки. Вечером процессию освещают факелы.
Обряд зародился в деревне в конце XVII—XVIII веках и проводился до 1960-х годов. С конца 1960-х годов по 1980 год традиция праздника была нарушена, обряд проводился лишь эпизодически. В 1980 году группа энтузиастов восстановило празднование. В 2000-е годы обряд исполнялся несколькими группами «царей» одновременно.
Праздник был признан ЮНЕСКО нуждающимся в защите из-за переселения активного населения в города и потере интереса к празднику среди молодёжи.
Компания «Белвидеоцентр» сняла документальный фильм о Царях Коледы (сценарист Татьяна Кухарёнок).